# D. C. Cooper (album)
D. C. Cooper è il primo album in studio del cantante statunitense omonimo, pubblicato nel 1999 dalla Inside Out Music.

## Il disco
Pubblicato nel 1999, successivamente al suo abbandono dei Royal Hunt, il disco è stato suonato e prodotto grazie all'aiuto dei componenti dei Pink Cream 69. È un lavoro che presenta un D. C. Cooper inedito, per la natura intimista dei testi e delle musiche. La seconda traccia è un tributo agli Uriah Heep.

## Tracce
1. Dream 3:52
2. Easy Livin' 2:35 (Ken Hensley - cover degli Uriah Heep, dall'album Demons & Wizards)
3. The Angel Comes 5:32 (Cooper/Tore Ostby)
4. Until the End 4:40 (Cooper/Ostby)
5. Within Yourself 3:40
6. Three Generations 4:26 (Cooper/Ostby)
7. Chained (strumentale) 1:31 (Gunter Werno)
8. Freedom 6:18
9. Take Me in 3:49
10. Forgive Me 3:39
11. Whisper 4:11
12. The Union 8:57 (Cooper/Ostby)

Tutti i brani sono stati scritti da D. C. Cooper e Alfred Koffler, tranne dove diversamente indicato.

## Formazione
- D. C. Cooper - voce
- Alfred Koffler - chitarra
- Tore Ostby - chitarra
- Dennis Ward - basso e cori
- Kosta Zafiriou - batteria
- Günter Werno - tastiere
- Sandy Campos – cori
- David Readman – cori
- Caroline Wolf – cori

## Produzione
- Assistant Producer – Kosta Zafiriou
- Mixing – Dennis Ward
- Engineer – Dennis Ward